# Moritz von Baranoff

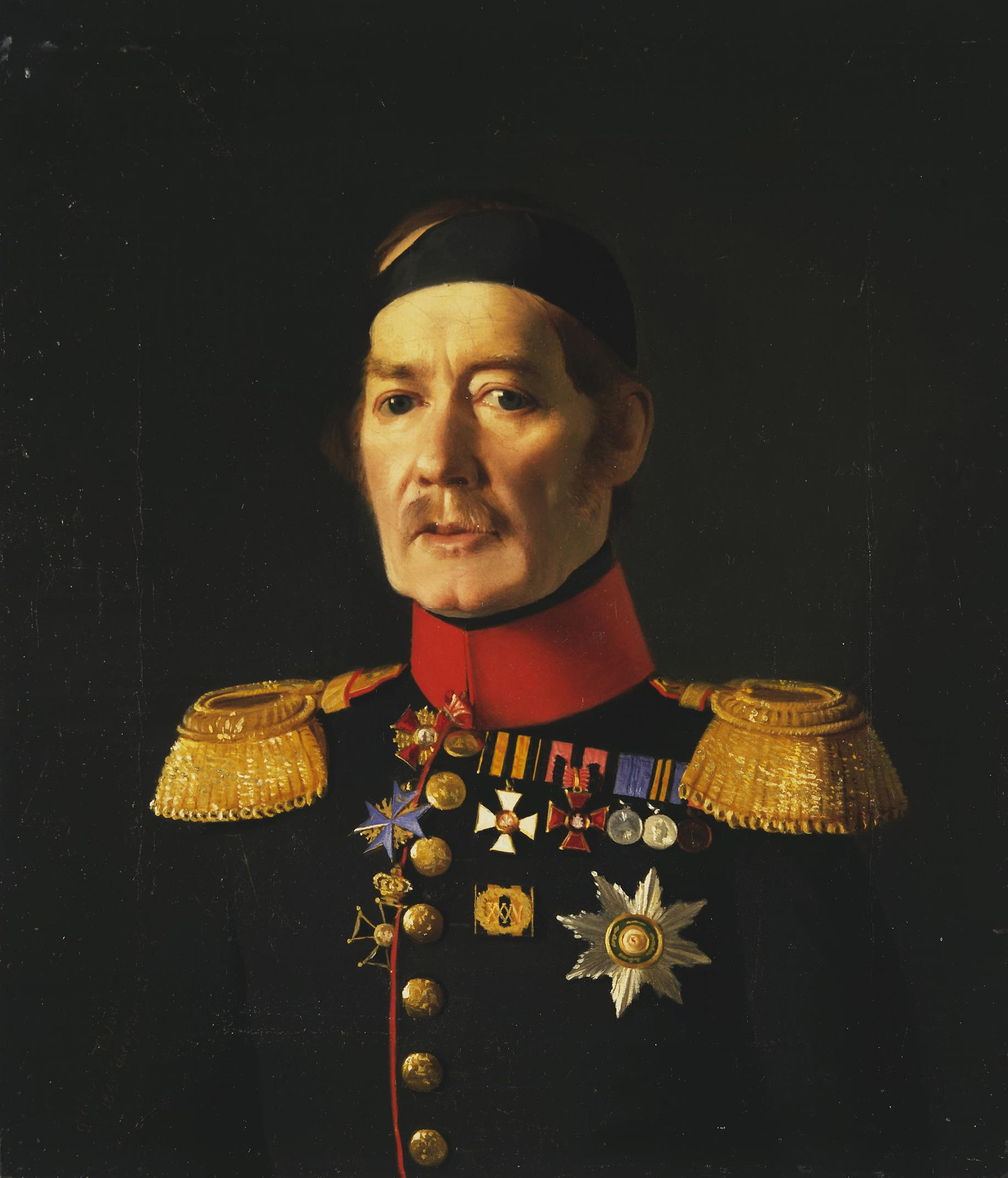
Moritz Gustav von Baranoff. Eremitage.

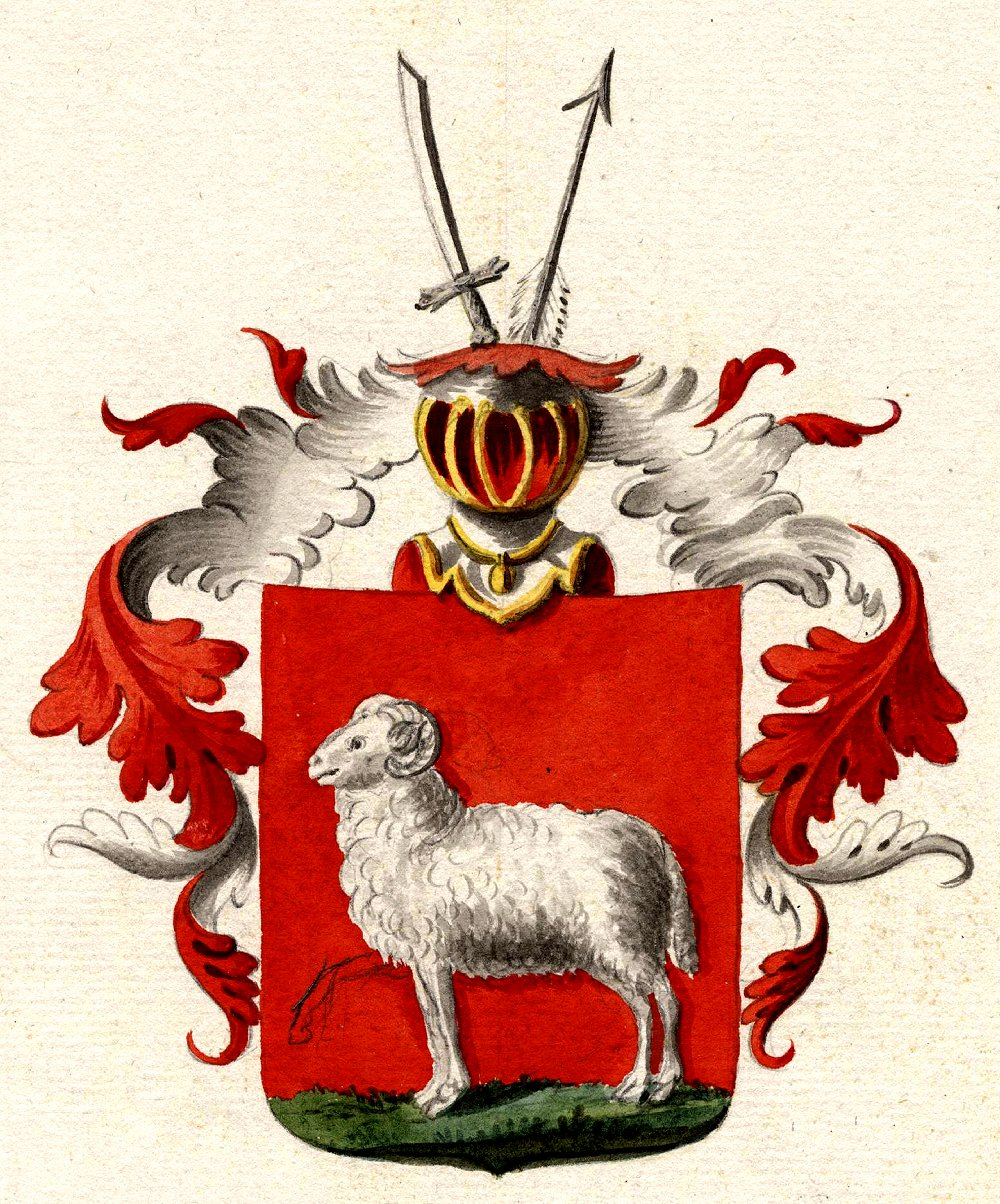
Wappen der baltischen Baranoffs (ab 1666)

Moritz Gustav von Baranoff (Евстафий Евстафьевич Баранов; * 7. Februar 1790 in Pergel, Gemeinde Raasiku, Gouvernement Estland; † 9. April 1845 in Mogilev, Gouvernement Mogiljow) war ein baltischer Adeliger und Generalleutnant in der Kaiserlich-russischen Armee.

## Leben
Er trat 1806 als Praporschtschik seinen Militärdienst in der Jägertruppe an. Als russischer Offizier war er von 1812 bis 1814 im Krieg gegen die Franzosen im Russlandfeldzug 1812 eingesetzt. Danach setzte er seinen Dienst in der Infanterie fort und wurde 1824 zum Oberst befördert. 1830 wurde er zum Generalmajor befördert und war 1831 beim Novemberaufstand im Feldzug gegen die Polen Kommandeur eines Großverbands. 1840 erhielt er seine Beförderung zum Generalleutnant, zuvor war er von 1837 bis 1840 Kommandeur der 2. Infanterie-Division und kommandierte von 1840 bis 1845 die 11. Infanterie-Division. Am 9. März 1845 verstarb er in Mahiljou. Für besonders treue Dienste und Tapferkeit wurde er 1829 mit dem Russischen Orden des Heiligen Georgs (4. Klasse) und 1831 mit dem Goldenen Schwert für Tapferkeit ausgezeichnet. 

## Herkunft und Familie
Moritz Gustav stammte aus der russisch-baltisch-schwedischen Adelsfamilie von Baranoff. Sein Vater war der Landrat Klaus Gustav von Baranoff (1753–1814), der mit Eleonora Christina Freiin Gyllenstjerna af Lundholm (1759–1800) verheiratet war. Moritz heiratete 1824 Johanna Juliane von Baranoff a.d.h. Poidiser (1800–1870), ihre Söhne waren die russischen Generalleutnante Nikolai Karl von Baranoff (1825–1903) und Alexander von Baranoff (1837–1905). 